# Tuska Open Air Metal Festival
 (juin 2023).

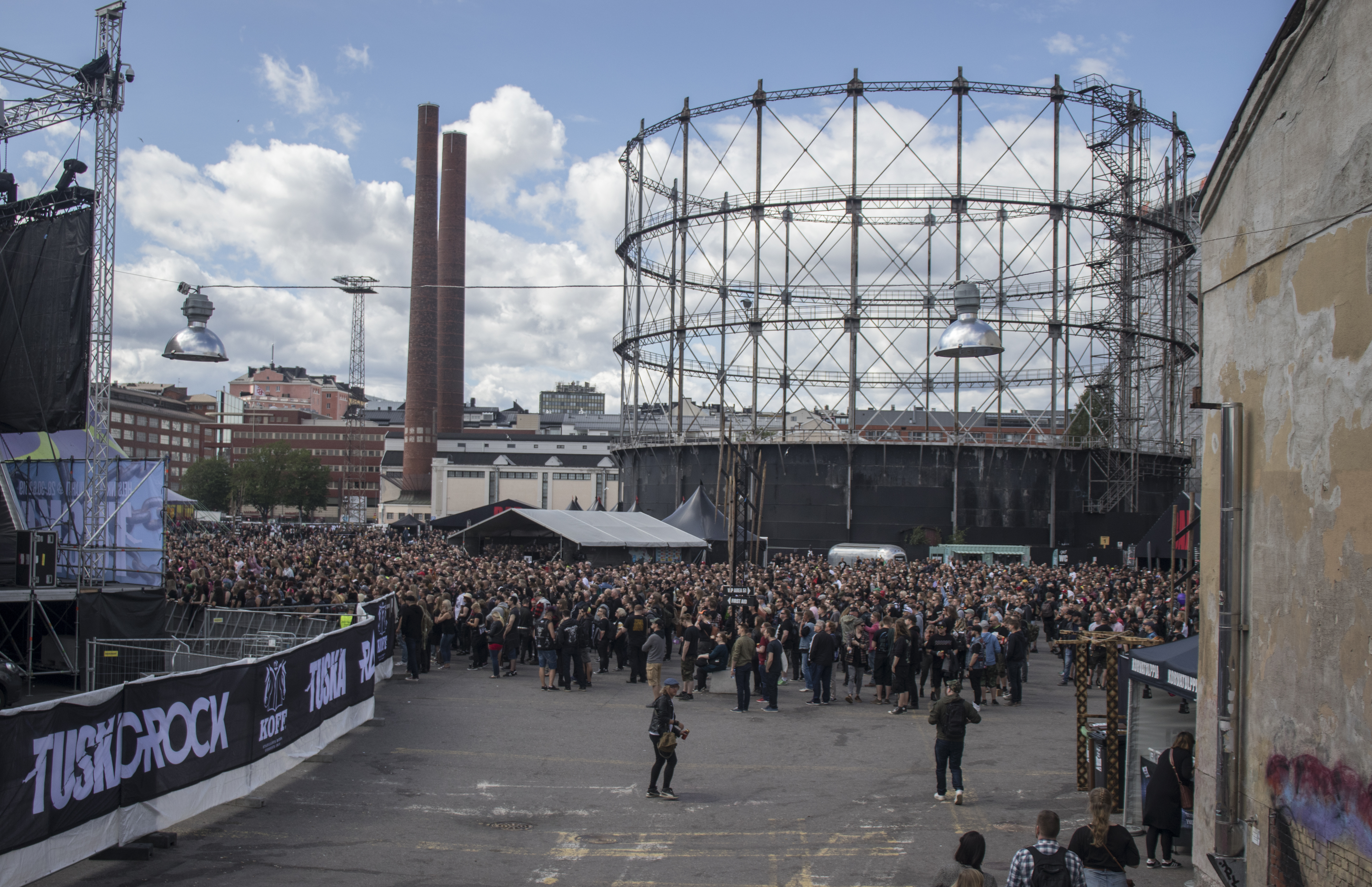
L'entrée de Tuska en 2019, avec la scène Radio Rock Main Stage à gauche, à Suvilahti

Tuska Open Air Metal Festival, ou plus simplement Tuska est le plus grand festival de metal en pays nordiques. Il est organisé depuis 1998 à Helsinki, d'abord dans le parc de Kaisaniemi puis à Suvilahti. Au fil des années, il a pris de plus en plus d’importance pour atteindre une affluence de 43 000 personnes en 2019.
Les trois scènes historiques de Tuska étaient : Hellsinki, Sue, et Radio City. Aujourd'hui, elles sont nommées Radio Rock Main Stage, Helsinki et Inferno.
Le mot « tuska » signifie en finnois « douleur » ou « agonie ».

## Programmation

### Années 1990

#### 1998
Absurdus, Am I Blood, Babylon Whores, Barathrum, Corporal Punishment, Crimson Midwinter, D-Ray, Gandalf, Gorgoroth, Hundred Years, Impaled Nazarene, Kyyria, Nemeh's O.D., Timo Rautiainen & Trio Niskalaukaus.

#### 1999
...And Oceans, 45 Degree Woman, Afterworld, Amorphis, Barathrum, Bury Me Deep, D-Ray, Dark Tranquillity, Divine Decay, Gandalf, Itä-Saksa, Jimsonweed, Lullacry, Nightwish, Painflow, Purity, Sentenced, Soul Above, Tarot, The 69 Eyes, Throne of Chaos, Timo Rautiainen & Trio Niskalaukaus, Twilight Opera, Two Witches.

### Années 2000

#### 2000
Babylon Whores, Children of Bodom, Diablo, Eternal Tears of Sorrow, Finntroll, Gamma Ray, Impaled Nazarene, Lullacry, Metal Gods, Nightwish, Pain, Reduce to Ash, Satyricon, Sinergy, Stone, Terveet Kädet, The Black League, The Crown, Timo Rautiainen & Trio Niskalaukaus, To/Die/For.

#### 2001
45 Degree Woman, Amon Amarth, Amorphis, Daniel Lion Eye And The Rollers, Drive, Eläkeläiset, Finntroll, Gandalf, Headplate, Impaled Nazarene, In Flames, Katatonia, Kotiteollisuus, Rhapsody of Fire, Rotten Sound, Stratovarius, The 69 Eyes, Timo Rautiainen & Trio Niskalaukaus, Transport League, United Underworld, Yearning.

#### 2002
Ajattara, Blake, Bruce Dickinson, Diablo, Demigod, Ensiferum, Impaled Nazarene, Machine Head, Maj Karman Kauniit Kuvat, Marduk, Moonsorrow, Mustach, Nightwish, Sara, Sentenced, Sonata Arctica, Suburban Tribe, Sunride, The Crown, Timo Rautiainen & Trio Niskalaukaus, Verenpisara.

#### 2003
Amorphis, Arch Enemy, Barathrum, Behemoth, Burgul Torkhaïn, Children of Bodom, Divine Decay, Edguy, Finntroll, Horna, Immortal Souls, Lordi, Lost Horizon, Lullacry, Mannhai, Mauron Maiden, Ministry, Mokoma, Moonsorrow, Norther, Reverend Bizarre, Rotten Sound, Sentenced, Soulfly, Stratovarius, Tarot, The 69 Eyes, The Haunted, Thunderstone, Thyrane, Timo Rautiainen & Trio Niskalaukaus, Type O Negative.

#### 2004
Beseech, Blake, Chaosbreed, Charon, Dark Funeral, Dark Tranquillity, Death Angel, Dew-Scented, Diablo, Dio, Dismember, Drive, D.S.K., Ensiferum, Fear Factory, In Flames, Impaled Nazarene, Kilpi, Kotiteollisuus, Nasum, Nightwish, Machine Men, Mokoma, Sinergy, Soilwork, Sonata Arctica, Suburban Tribe, Swallow the Sun, Timo Rautiainen & Trio Niskalaukaus, Trollheim's Grott, Turisas, Twilightning.

#### 2005

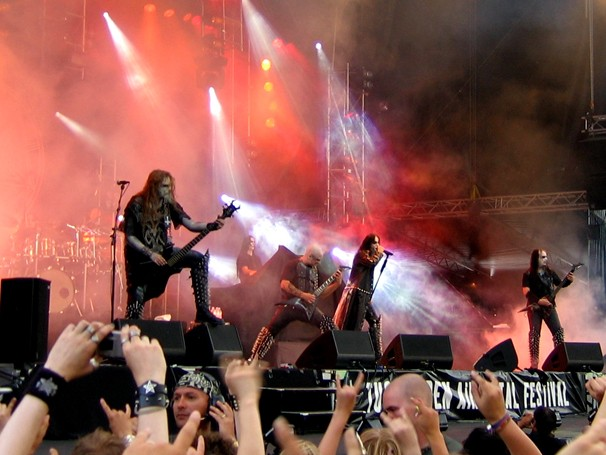
Dimmu Borgir à Tuska en 2005

Accept, Ajattara, Amoral, Apocalyptica, CCallisto, Children of Bodom, Deathchain, Destruction, Dimmu Borgir, Evergrey, Finntroll, Gamma Ray, Hieronymus Bosch, Lake of Tears, Malédiction, Mnemic, Monster Magnet, Naglfar, Pain Confessor, Paska, Primal Fear, Rotten Sound, Scarve, Sentenced, Sinking, Skyclad, Stam1na, Teräsbetoni, Testament, Thunderstone, Turmion Kätilöt, Viikate, Wintersun.

#### 2006

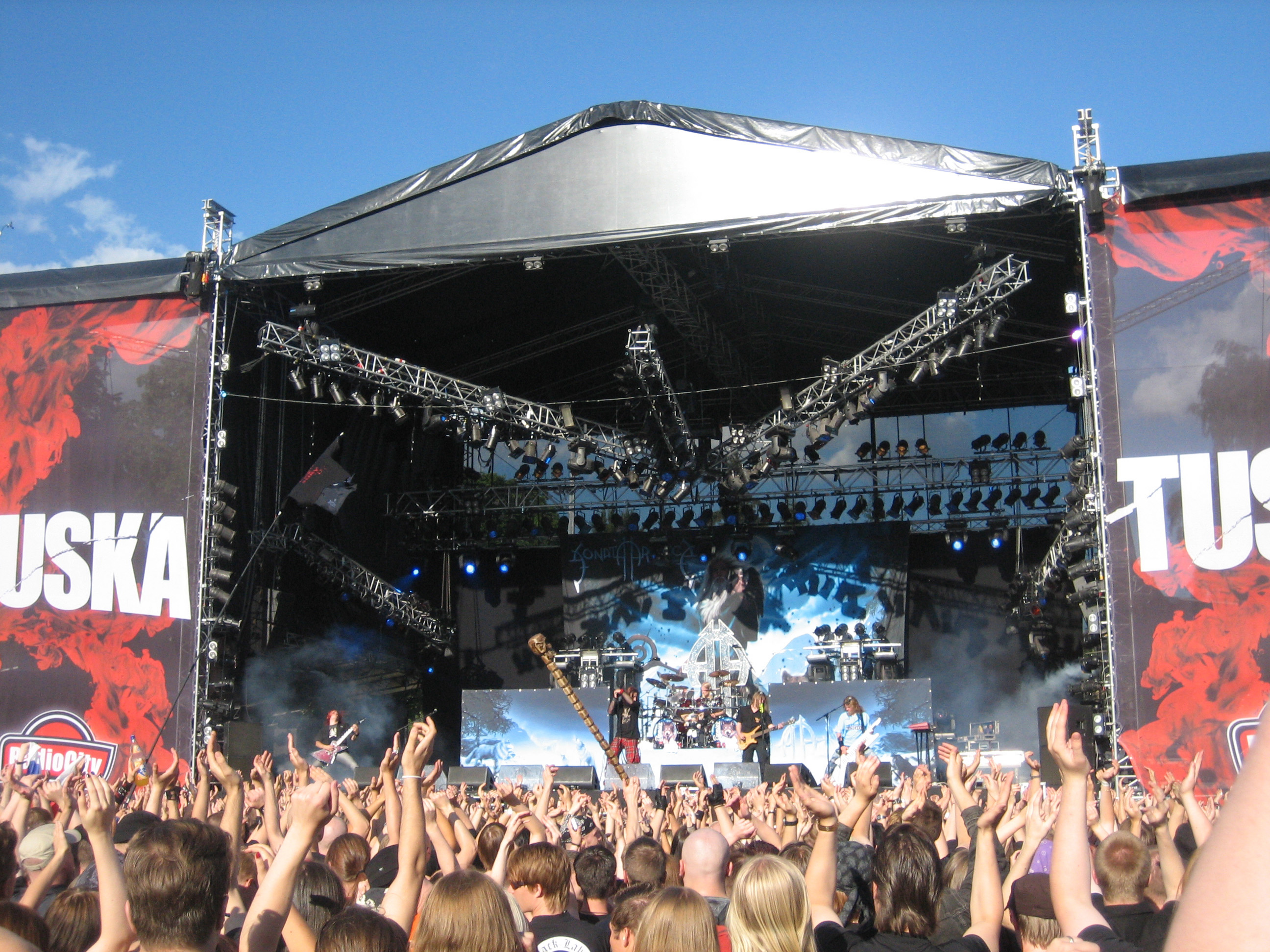
Sonata Arctica à Tuska en 2006

Amorphis, Anathema, April, Arch Enemy, Burst, Celtic Frost, Deathstars, Diablo, Epica, Freedom Call, Gojira, Impaled Nazarene, Kalmah, Mendeed, Metsatöll, Mokoma, Nine, Norther, Opeth, Pain Confessor, Sodom, Sonata Arctica, Stam1na, Suburban Tribe, Swallow the Sun, Tarot, The Scourger, The Sisters of Mercy, Timo Rautiainen, Venom, Verjnuarmu, Wintersun.

#### 2007
45 Degree Woman, Blind Guardian, Brother Firetribe, Children of Bodom, D'espairsRay, DragonForce, Emperor, Finntroll, Hatesphere, Immortal, Imperia, Insomnium, Isis, Katatonia, Legion of the Damned, Maj Karma, Mercenary, Misery Index, Moonsorrow, Naildown, Nicole, Pain, Profane Omen, Scent of Flesh, Sturm Und Drang, Thunderstone, Turisas, Vader, W.A.S.P., Stratovarius.

#### 2008
Slayer, Carcass, Dimmu Borgir, Morbid Angel, Killswitch Engage, Sonata Arctica, Fields of the Nephilim, Amon Amarth, Mokoma, Kreator, Stamina, Entombed, Diablo, Job for a cowboy, Behemoth, Nile, Kalmah, Dream Evil, Týr, Primordial, Korpiklaani, The Sorrow, The Scourger, Noxa, Sotajumala, Kypck, Kiuas, Ghost Brigade, Discard, Tracedawn, Shade Empire, Dying Fetus.

#### 2009
All That Remains, Amoral, Amorphis, The Black Dahlia Murder, Callisto, Dauntless, Deathchain, Eluveitie, Ensiferum, Evile, Firewind, Gama Bomb, Girugamesh, Gojira, Immortal, Jon Oliva's Pain, Legion of the Damned, Medeia, Mucc, My Dying Bride, Neurosis, Parkway Drive, Paul Gilbert, Pestilence, Profane Omen, Rotten Sound, Sabaton, Stam1na, Suicidal Tendencies, The Faceless, Tukkanuotta, Volbeat.

### Années 2010

#### 2010
La treizième édition du festival devrait avoir lieu les 2, 3, et 4 juillet 2010 à Helsinki. Les groupes annoncés sont les suivants :

Amatory, Barren Earth, Bloodbath, Cannibal Corpse, Devin Townsend, Finntroll, FM2000, Holy Grail, Hypocrisy, Insomnium, Kamelot, Mastodon, Megadeth, Nile, Obituary, Overkill, Pain, Rytmihäiriö, Satyricon, Sotajumala, Swallow The Sun, Tarot, Testament, The Arson Project, Torture Killer, Trigger The Bloodshed, Warmen.

#### 2011
Amon Amarth, Amorphis, At the Gates, Arch Enemy, Blind Guardian, The Devin Townsend Project, Epica, Exodus, Forbidden, Meshuggah, Morbid Angel, Katatonia, Kvelertak, Killing Joke, Electric Wizard, Enslaved, Moonsorrow, Wintersun, Witchery, Agnostic Front, Oranssi Pazuzu, Spiritual Beggars, Turisas, Impaled Nazarene, Grave, Shining, Mygrain, Church of Misery, Misery Index, Jex Thoth, Cavus, Lighthouse Project, Cause for Effect, Goresoerd, Gaf, Feastem, Fleshpress, Black Breath, Tarot, Bulldozer, Hell, Omnium Gatherum, Ghost, Medeia, Axegressor, Tinner, Hooded Menace, Mygrain, Black Cruxifixion, Lighthouse Project, Cause for Effect, Carnalation, Total Self Hatred, Mononen, Rotten Sound

#### 2012
Ministry, Overkill, Saint Vitus, Swallow the Sun, Insomnium, Animals as Leaders, Textures, Baroness, Skeletonwitch, Suidakra, Profane Omen, Horna, Victims, Unkind, Afgrund, Metsatöll

#### 2013

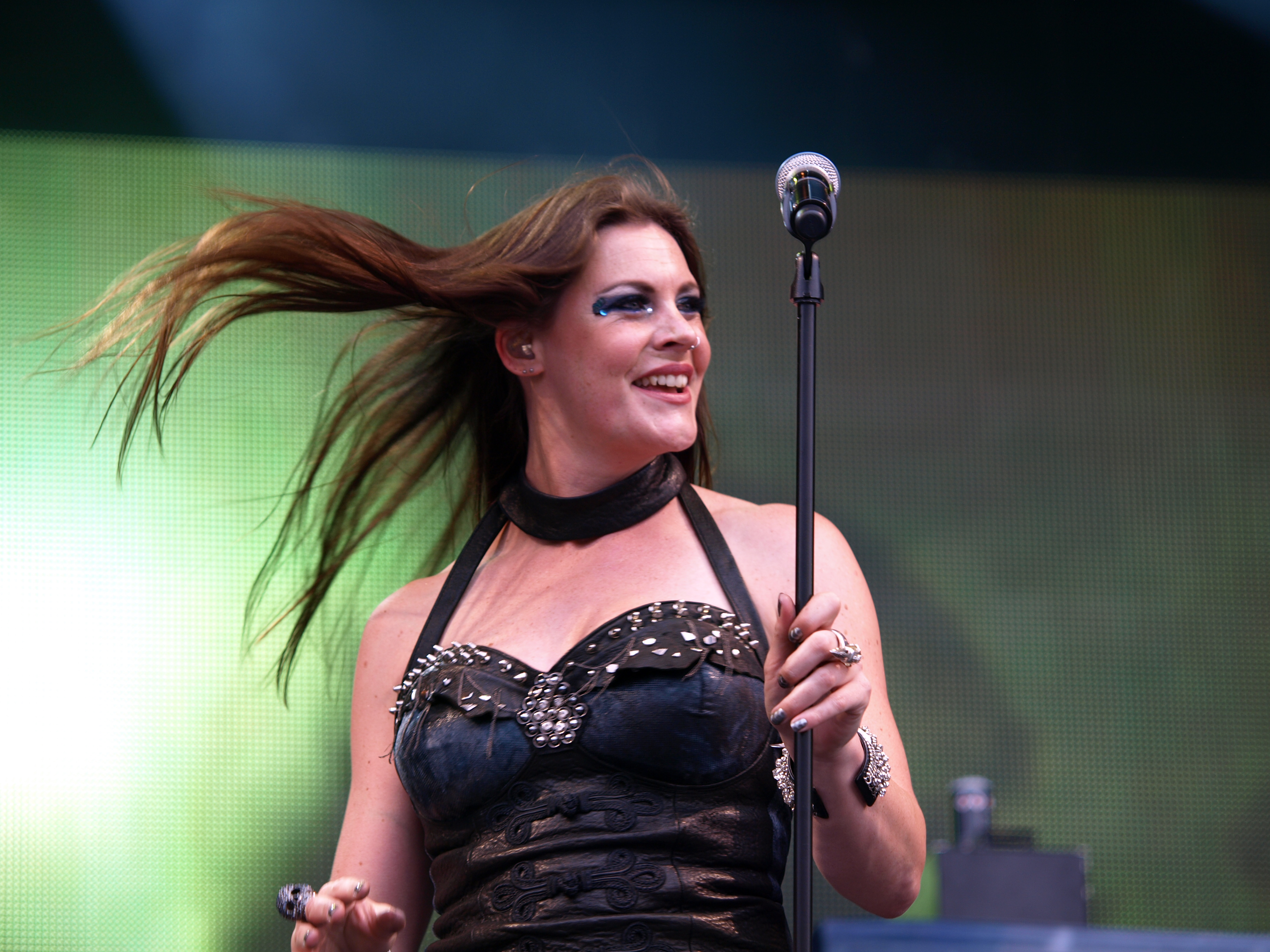
Nightwish au Tuska Open Air Metal Festival en 2013

Nightwish, King Diamond, Testament, Bolt Thrower, Kreator, Amorphis, Stam1na, Soilwork, Stratovarius, Wintersun, Amaranthe, Ihsahn, Leprous, Asking Alexandria, TesseracT, Von, Urfaust, We Butter the Bread with Butter, Deathchain, Black City, Abhorrence, Torture Killer, Dreamtale, Hateform, Santa Cruz and others

#### 2014
Emperor, Anthrax, Dimmu Borgir, Children of Bodom, Satyricon, Bring Me the Horizon, Neurosis, Carcass, Stone, Shining, Turmion Kätilöt, Insomnium, Ensiferum, Orphaned Land, Metal Church, Poisonblack, We Came as Romans, Battle Beast, Tankard, Hamferð, Powerwolf, Santa Cruz, Beastmilk, Amoral, Speedtrap, Cutdown, Altair, Arion (en) and others

#### 2015
Alice Cooper, Sabaton, In Flames, Lamb Of God, Opeth, Abbath, Exodus, Amorphis, Stratovarius, Mokoma, Architects, Loudness, Bloodbath, Blues Pills, Ghost Brigade, Ne Obliviscaris, Einherjer, Warmen, The Sirens, Sotajumala, Krokodil, Bombus, Enforcer and others

#### 2016
Ghost, Avantasia, Children of Bodom, Testament, Anthrax, Behemoth, Katatonia, Stam1na, Kvelertak, Hatebreed, Turmion Kätilöt, Gojira, With the Dead, Lordi, Swallow the Sun, Cain's Offering, Diablo, Primordial, Thunderstone, Tsjuder, Cattle Decapitation, Obscura, Havok, Nervosa, Myrkur, Delain, Mantar, Beast In Black, Jess and the Ancient Ones and others

#### 2017
HIM, Sabaton, Mastodon, Apocalyptica plays Metallica by four cellos, Devin Townsend Project, Suicidal Tendencies, Amorphis, Mayhem, Triptykon, Timo Rautiainen & Trio Niskalaukaus, Soilwork, Sonata Arctica, Dirkschneider, Wintersun, Baroness, Electric Wizard, Mokoma, Insomnium, Lost Society, Anneke Van Giersbergen’s Vuur, Brujeria, Rotten Sound, Avatarium, Battle Beast, Brother Firetribe, Jimsonweed, Impaled Nazarene, Barathrum, Baptism, Oranssi Pazuzu, Trap Them, LIK, The Raven Age, Kohti Tuhoa, Ratface, Pekko Käppi & KHHL, Huora, Amendfoil, Demonztrator, Fear of Domination, Mind Riot, Sleep of Monsters, Throes of Dawn, Paara, Alabama Kush

#### 2018
Body Count ft. Ice-T, Gojira, Parkway Drive, Kreator, Europe, Dead Cross, Arch Enemy, Emperor, Meshuggah, At The Gates, Clutch, Timo Rautiainen & Trio Niskalaukaus, Crowbar, Mokoma, Turmion Kätilöt, Ihsahn, Hallatar, Moonsorrow, Leprous, Carpenter Brut, The 69 Eyes, Beast In Black, Bombus, Grave Pleasures, Lauri Porra Flyover Ensemble, Tribulation, Shiraz Lane, Stick To Your Guns, Charm The Fury, Mantar, Arion (en), Foreseen, Red Death, Feastem, Hard Action, Hexhammer, Galactic Empire, Gloomy Grim, Crimfall, Blind Channel, Baest, Temple Balls, Black Royal, Six Inch, Keoma, Tyrantti

#### 2019

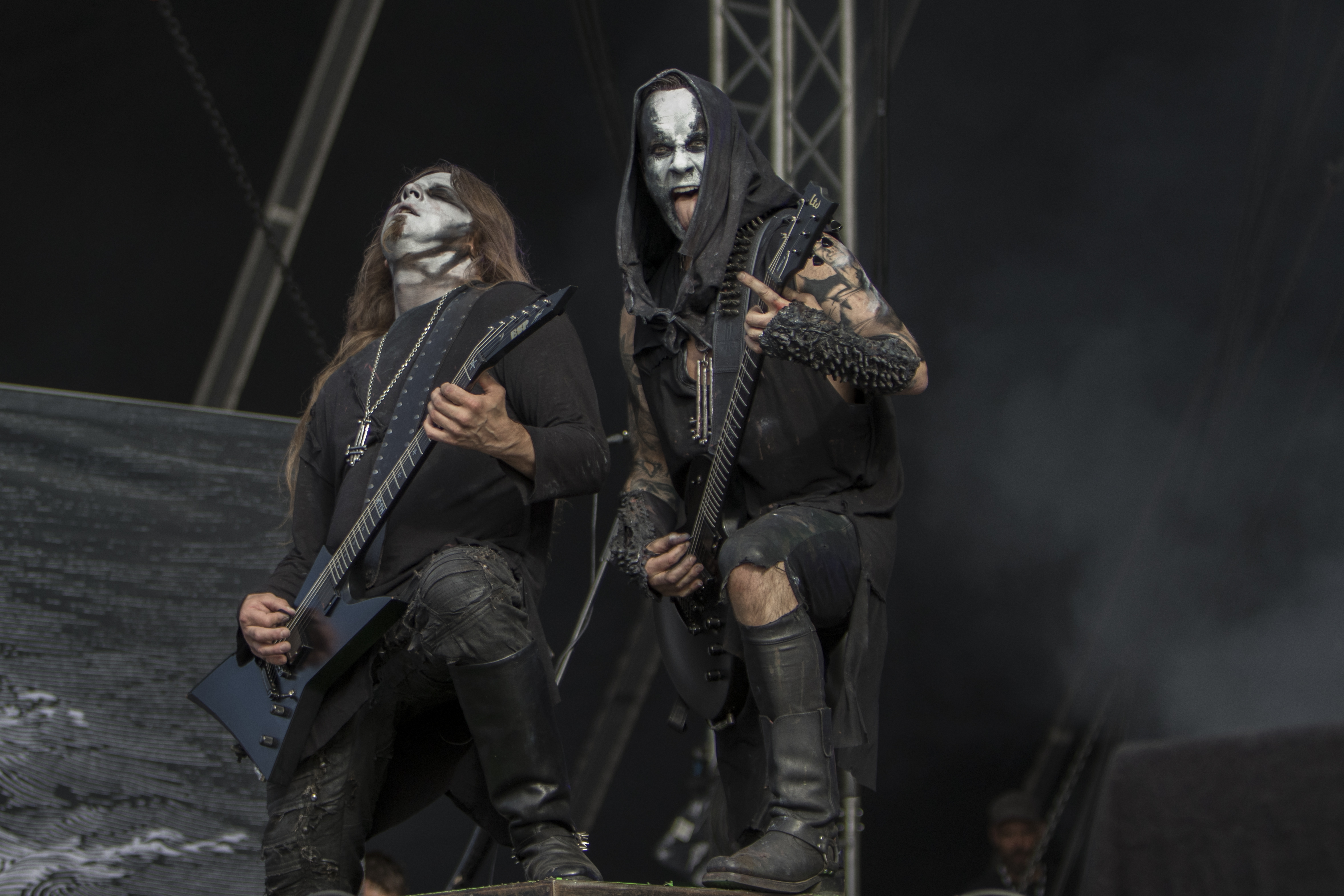
Behemoth à l'édition 2019 du Tuska Open Air Metal Festival

Slayer, Amorphis, The Hellacopters, Anthrax, Opeth, Behemoth, Dimmu Borgir, Halestorm, Stam1na, Kvelertak, Cult of Luna, Frank Carter & the Rattlesnakes, Sick of it All, Heilung, Battle Beast, Swallow the Sun, Marko Hietala, Anneke van Giersbergen, Loudness, Arion (en), Leverage, Alien Weaponry, Medeia, Fear of Domination, Wheel, Dark Sarah, Warkings, Visions of Atlantis, Brymir, De Lirium's Order, Goatburner, Mustan Kuun Lapset, I Revolt, Kaiser, Pahan Ikoni, Palehorse, Sata Kaskelottia, Balance Breach, Wake Up Frankie, Hevisaurus, Rytmihäiriö.
L'édition de 2019 était la première à être interdite aux moins de 18 ans. Le dimanche, 3h ont cependant été réservées pour un "mini-Tuska", ouvert aux enfants de 0 à 10 ans.

### Années 2020

#### 2023
L'édition se déroule du 30 juin au 2 juillet 2023 :
- Ghost, Gojira, VIlle Valo, ...and Oceans, A.A. Williams, Arch Enemy, Ashen Tomb, Avatar, Blood Incantation, Bob Malmström, Brymir, Butcher Babies, Clutch, Dance With The Dead, Diablo, Dirt, Dreamtale, Electric Callboy, Finntroll, Foreseen, Galvanizer, Glenn Hughes, Haken, Imminence, Imperial Triumphant, In Flames, Jinjer, Lorna Shore, Malevolence, Marko Hietala, Memoriam, Miseria Ultima, Mokoma, Motionless In White, Nakkeknaekker, Orbit Culture, Sepulchral Curse, Silver Bullet, Smackbound, Solothus, Spiritbox, Swallow The Sun, The Hu, Turmion Kätilöt, Vended, Vermilia, While She Sleeps

#### 2024
L'édition se déroule du 28 juin au 30 juin 2024 :
- Bring Me the Horizon, Parkway Drive, Pendulum (groupe), Alestorm, Amorphis, Angus McSix, Ankor, Annisokay, Assemble The Chariots, Beyond The Black, Bloodred Hourglass, Brothers Of Metal, Bury Tomorrow, Devourment, Dimmu Borgir, Dome Runner, Eivør, Elvenking, Fixation, Ghøstkid, HEALTH, I Am The Night, I Am Your God, Infected Rain, Kaunis Kuolematon, Kerry King, Kollectivist, Krypta, Lord Of The Lost, Luna Kills, Make Them Suffer, Malformed, Metal Rïot, My Misery, NightStop, Opeth, Prestige, Putro In Black, Riverside, Rytmihäiriö, Sadistic Drive, Satra, Shereign, Sick Urge, Solence, Sonata Arctica, St. Aurora, Stam1na, Stratovarius, Suburban Tribe, Sulfuris, Suotana, Swansong, Tarot, Terromania, The Abbey, Turmion Kätilöt, VOLA, Zeal & Ardor